# Pfarrkirche Rohrbach an der Gölsen

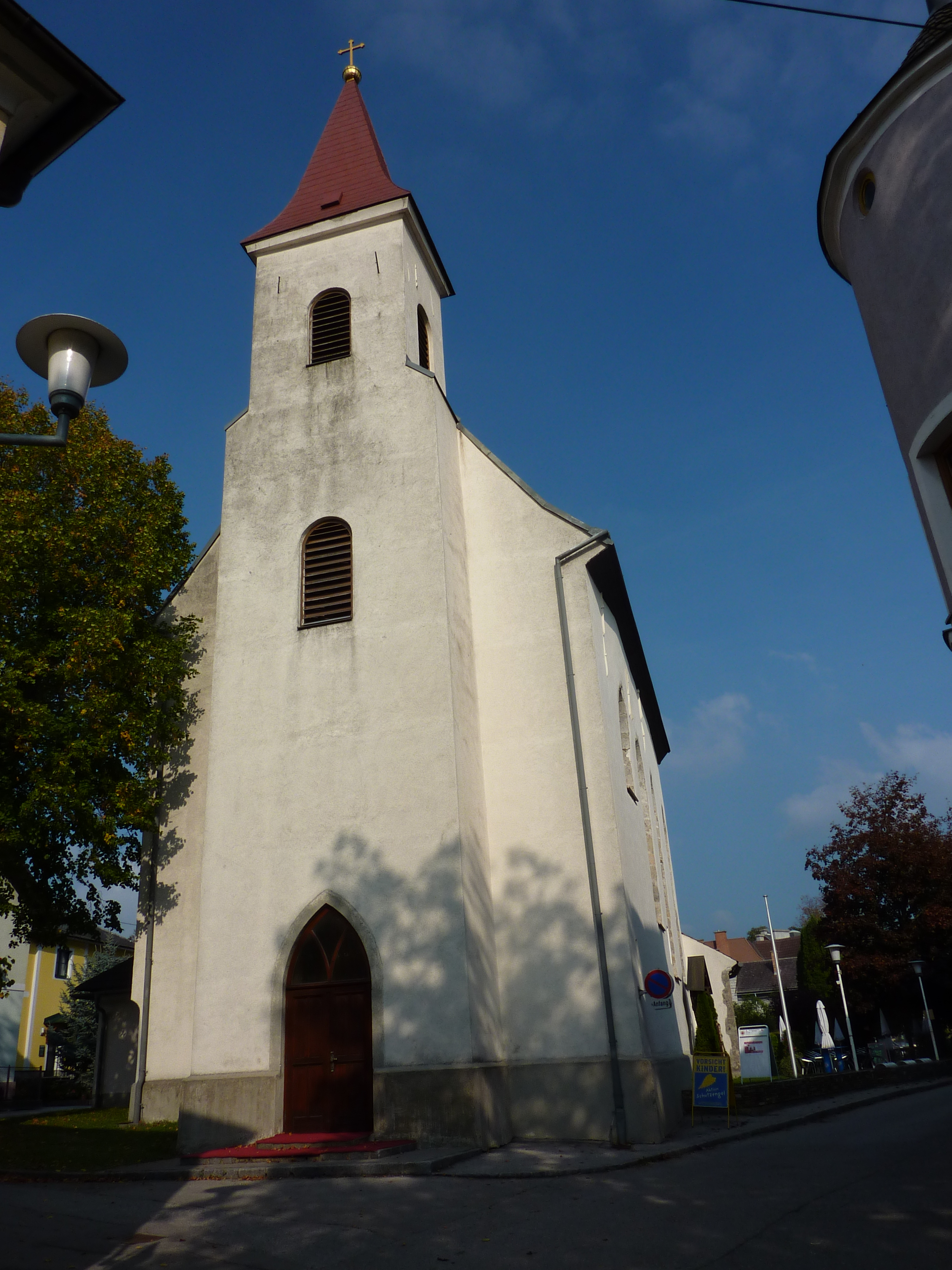
Katholische Pfarrkirche hl. Bartholomäus in Rohrbach an der Gölsen

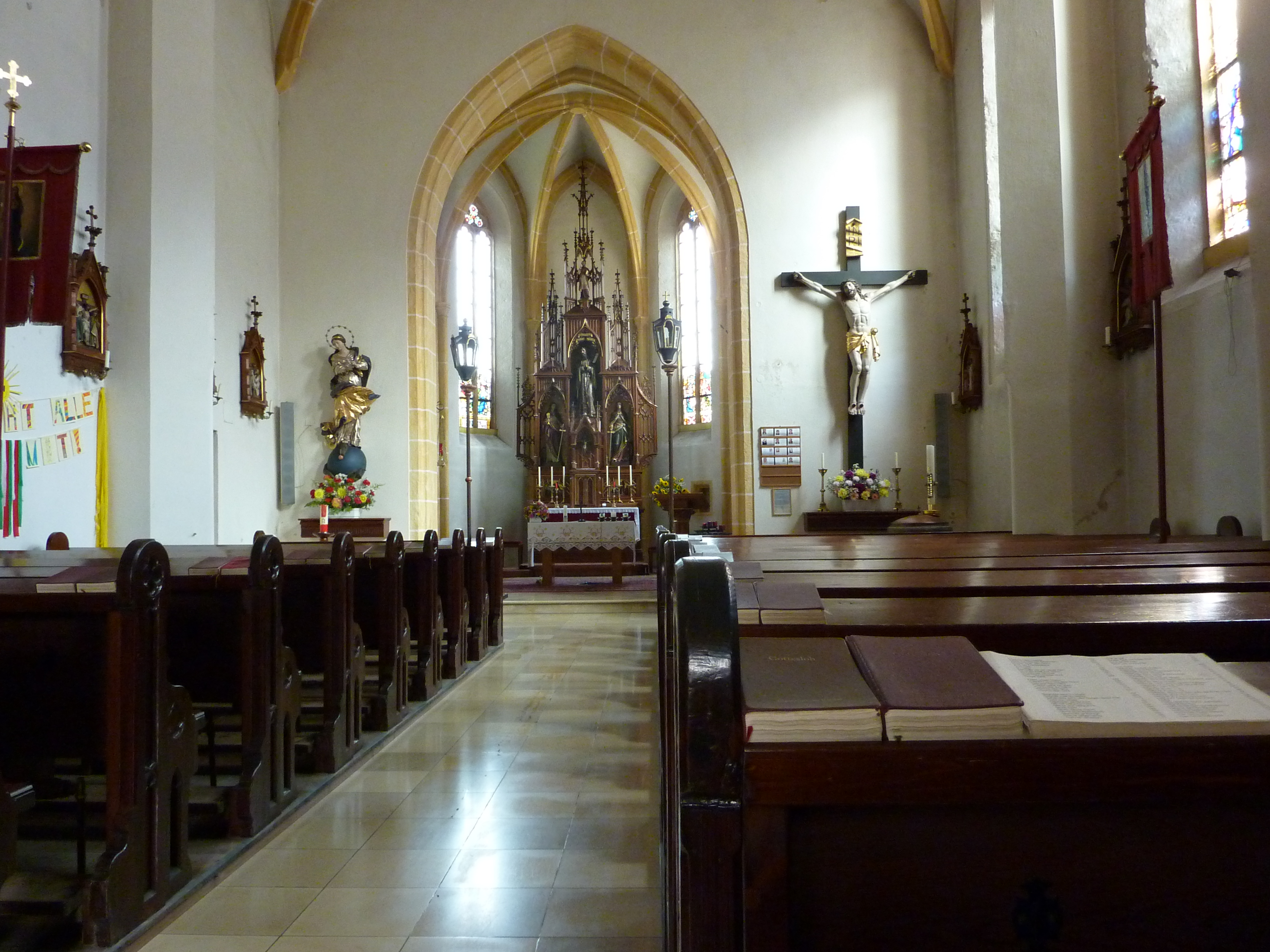
Langhaus, Blick zum Chor

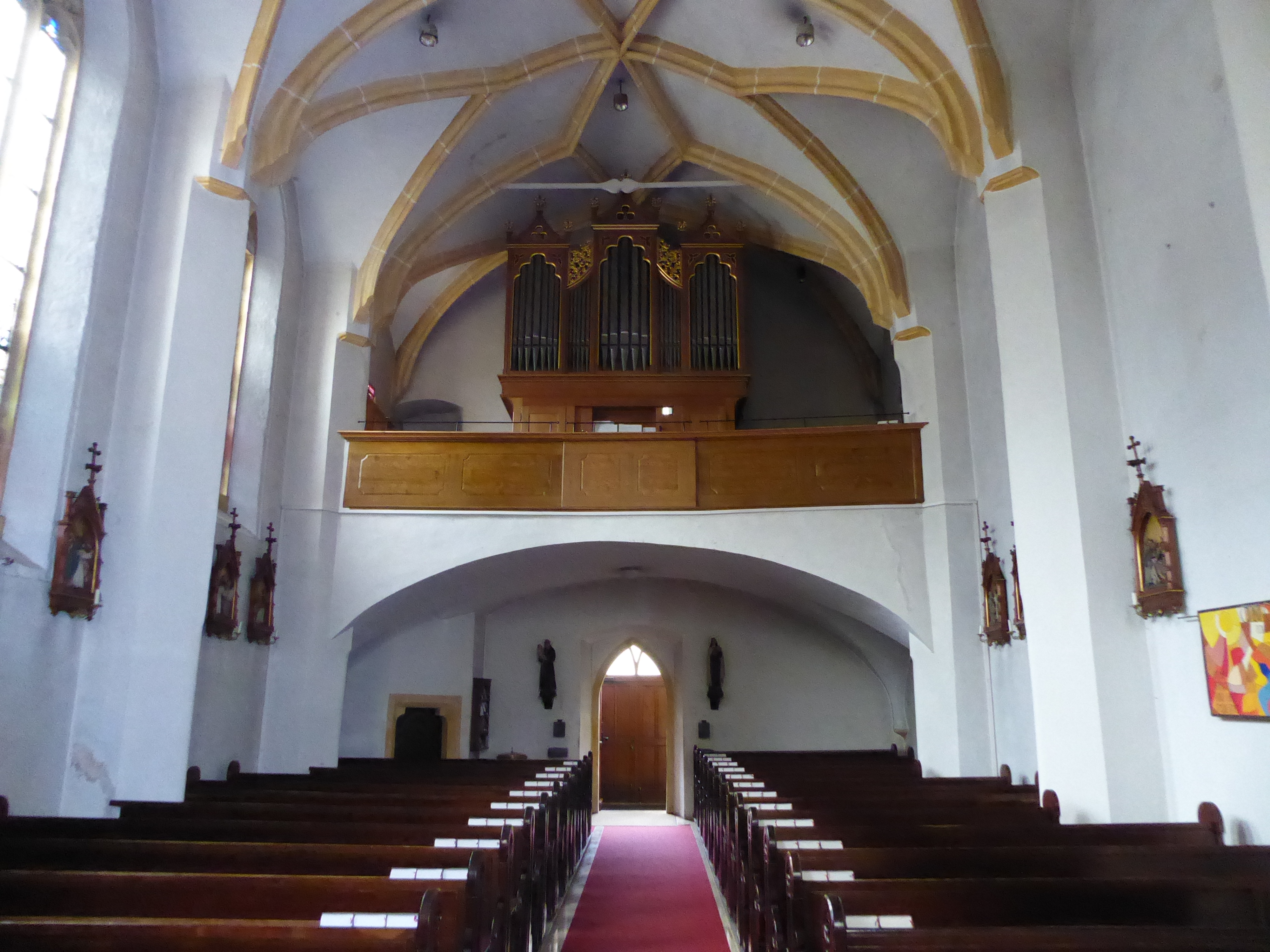
Langhaus, Blick zur Orgelempore

Die römisch-katholische Pfarrkirche Rohrbach an der Gölsen steht in der Ortschaft Unterrohrbach in der Gemeinde Rohrbach an der Gölsen im Bezirk Lilienfeld in Niederösterreich. Die dem Patrozinium des hl. Bartholomäus unterstellte Pfarrkirche – dem Stift Göttweig inkorporiert – gehört zum Dekanat Lilienfeld in der Diözese St. Pölten. Die Kirche steht unter Denkmalschutz (Listeneintrag).

## Geschichte
Urkundlich wurde 1455 eine Kirche genannt. Anfangs eine Filiale der Pfarrkirche Hainfeld wurde 1783 die Kirche zur Pfarrkirche erhoben.
Im Türkenkrieg 1683 entstanden Schäden. 1900 wurde die Kirche renoviert und erhielt eine neogotische Innenausstattung. 1971/1972 wurde die Kirche restauriert und nach Norden erweitert.

## Architektur
Die gotische und spätgotische Saalkirche mit einem vorgestellten Westturm hat einen eingezogenen niedrigeren Chor mit einem Fünfachtelschluss.
Das Kirchenäußere zeigt einen schlank proportionierten Bau, an der Langhaussüdseite und am Chor gibt es zweibahnige spitzbogige Maßwerkfenster, der Chor hat hohe abgetreppte Strebepfeiler. Der schlanke im Kern gotische Turm wurde 1793 umgebaut und 1949 erhöht, er hat korbbogige Schallfenster und trägt ein geknicktes Zeltdach. Südseitig am Chor steht ein erneuerter Sakristeianbau, nördlich steht eine Wochentagskapelle und ein Beichtzimmer aus 1971/1972.
Die Kirche zeigt südseitig ein spätgotisches Relief Ölberg um 1500.
Das Kircheninnere zeigt ein vierjochiges Langhaus mit einem spätgotischen Netzrippengewölbe mit Rauten um 1500 auf eingestellten spitz zulaufenden Wandpfeilern und gekappten Rippenanläufen. Die Westempore ist mit einer Stichkappentonne auf Konsolen unterwölbt. In der Südwestecke des Langhauses gibt es ein eingestelltes polygonal vortretendes Treppentürmchen mit einem Schulterportal. Der Triumphbogen ist spitzbogig. Der leicht aus der Achse gerückte einjochige Chor mit einem Fünfachtelschluss um 1400 hat ein Kreuzrippengewölbe auf Diensten im Polygonalansatz gebündelt sowie Scheibenschlusssteine. Es gibt eine rechteckige profilierte gerahmte und mittig mit einer Konsole versehene Sessionsnische und eine Sakramentsnische. Zur tonnengewölbten Sakristei gibt es ein profiliertes spitzbogiges Portal mit einer beschlagenen Tür um 1600.
Die Glasmalerei zeigt im Chor Verkündigung, Anbetung der Hirten und Heimsuchung aus 1895 sowie die hl. Hemma, im Langhaus Jesus mit den Schriftgelehrten und Ölberg aus 1929 und die Einsetzung Petri.

## Einrichtung
Der neogotische Schreinaltar trägt die Statuen der Heiligen Bartholomäus flankiert von Katharina und Barbara.
Am Triumphbogen links gibt es eine barocke Statue Maria Immaculata aus der Mitte des 18. Jahrhunderts und rechts ein Kruzifix aus 1856.
Die Orgel baute 2001 Walter Vonbank aus der Steiermark.

## Grabdenkmäler
- Außen an der Südwand eine Grabplatte aus der Mitte des 19. Jahrhunderts